# Dhaunsar
Dhaunsar è una suddivisione dell'India, classificata come census town, di 9.205 abitanti, situata nel distretto di Dhanbad, nello stato federato del Jharkhand. In base al numero di abitanti la città rientra nella classe V (da 5.000 a 9.999 persone).

## Geografia fisica
La città è situata a 23° 46' 47 N e 86° 24' 22 E.

## Società

### Evoluzione demografica
Al censimento del 2001 la popolazione di Dhaunsar assommava a 9.205 persone, delle quali 5.148 maschi e 4.057 femmine. I bambini di età inferiore o uguale ai sei anni assommavano a 1.551, dei quali 821 maschi e 730 femmine. Infine, coloro che erano in grado di saper almeno leggere e scrivere erano 4.424, dei quali 3.021 maschi e 1.403 femmine.